# Szent István-szegfű
A Szent István-szegfű, vagy István király-szegfű (Dianthus plumarius subsp. regis-stephani) a szegfűvirágúak (Caryophyllales) rendjébe, ezen belül a szegfűfélék (Caryophyllaceae) családjába tartozó Dianthus plumarius egyik alfaja.
Magyarországon védelem alatt áll.
A Kárpát-medence és a Kárpátok fehér virágú szegfűi számos, egymást a különböző hegységekben váltó kisfajra oszlanak. Ezek együtt nem vagy ritkán fordulnak elő (vikariálnak).
Lásd a közeli rokon alfajokat: Lumnitzer-szegfű, Korai szegfű.

## Élőhelye
Mészkedvelő bennszülött faj, dolomitsziklagyepek növénye. A Pilis és a Budai-hegység dolomitszikláinak endemikus faja. A korai szegfű és a Lumnitzer-szegfű elterjedési területe találkozásánál hibridizációs folyamat révén keletkezett.

## Leírása
Tömött, párnás, 15-25 centiméter magas, illatos virágú évelő. A meddő hajtások levelei 2-4 centiméter hosszúak, 1-2 milliméter szélesek, szürkészöldek, vagy szürkék. A levelek merev tapintásúak, szúrósak, élük érdes. A szár négyélű, 1-4 virágú, 3-5 (néha több) pár, felfelé kisebbedő levelű. A virágok fehérek, ritkán halvány rózsaszínűek. A szirom feléig rojtos-sallangos. A csésze 22-30 milliméter hosszú, körülbelül 3 milliméter széles.  A csésze pikkelyei rendszerint szürkészöldek vagy vöröslők, visszás-tojásdadok, hirtelen rövid csúcsba keskenyedők, hártyás szegélyűek, a csészefogak pillás-hártyás szélűek.
Május-júliusban virágzik.
A korai szegfű (D. plumarius subsp. praecox) meddő hajtásainak levelei 5-6 centiméter hosszúak, zöldek. A Lumnitzer-szegfű (D. plumarius subsp. lumnitzeri) lazán gyepes, levelei puhás tapintásúak.